# Christoph Steinegger
Christoph Steinegger (* 1971 bei Linz, Österreich) ist ein österreichischer Grafikdesigner, Art Director und Typograf.

## Biografie
Steinegger besuchte in den frühen 1990er Jahren die Höhere Bundeslehranstalt für künstlerische Gestaltung Linz, Österreich. Von 1993 bis 1998 arbeitete er als Art Director bei Haslinger, Keck, einer Werbeagentur in Linz, Österreich. Von 1998 bis 2003 arbeitete er als Creative Director, ab 2000 Geschäftsführer Kreation, beim Büro X und Lo Breier in Hamburg. 1998 gestaltete er als Art Director auch den Ausstellungskatalog fashion / cinema für die Fashion Biennale in Florenz im Auftrag von Terry Jones (britische Modezeitschrift i-D), London. Er war Mitglied des Art Directors Club (ADC) Deutschland und des Creativ Club Austria (CCA) in Österreich (Vorstandsmitglied 1997–1998) bis 2003.
Seit 2004 ist Steinegger Mitglied des D&AD London. Er war bis 2005 Creativ Director der Label- und Projektgruppe Sabotage Communications. 2003 gründet er das Grafik-Design Büro Interkool mit Hauptsitz in Hamburg. Er war der erste Art Director des 2004 gegründeten Kunstmagazins Spike Art Quarterly bis zu seinem Redesign 2014. Von 2009 bis Ende 2013 war er verantwortlich für das visuelle Erscheinungsbild des Kunstverein in Hamburg. Seit 2006 ist Steinegger Mitherausgeber des Kulturmagazines Kultur & Gespenster.

## Werke
Steinegger gestaltete Künstlerbücher und Kataloge für Francis Alÿs, Maurizio Cattelan, Vija Celmins, Joe Coleman, Thea Djordjadze, Andreas Fogarasi, Gelatin (Gelitin), Dominique Gonzalez-Foerster, Bernard Frize, Carsten Höller, Daniel Richter, Gerhard Richter, Markus Schinwald, Steven Shearer, Wolf Vostell, Andy Warhol oder Franz West, 21er Haus Wien, Belvedere Wien, Gagosian Gallery, London, Grazer Kunstverein, Hamburger Kunsthalle, ICA, London, Kölnischer Kunstverein, Kunsthaus Bregenz, Kunsthalle Düsseldorf, Kunsthalle Wien, Kunstverein in Hamburg, KW Berlin, Museum Kunstpalast Düsseldorf, Museum Tinguely, Basel, National Gallery of Canada, New Museum New York, Schirn Kunsthalle Frankfurt, Secession Wien.

## Auszeichnungen (Auswahl)
- 2010: Visual leader of the Year[1], Silber, Lead Academy, Deutschland
- 2005: Gold, Creativ Club Österreich[2]
- 2006: Short List, D&AD, London, GB
- 2006: Silber, ADC, Deutschland
- 2000: Red Dot Award, Deutschland
- 1994: Silber, NYC Festival, USA

## Publikationen (Auswahl)
- 2017: Hans Op de Beeck – »The Silent Castle«, 2017, Museum Morsbroich, Leverkusen, (Vfmk Verlag für moderne Kunst, ISBN 978-3-903153-02-8)
- 2017: Kultur & Gespenster, Nr. 18 – »no balance«, 2017, (Textem Verlag, ISBN 978-3-941613-97-3)
- 2016: Francis Alÿs – »Le temps du sommeil«, 2016, Secession Wien (Revolver Publishing, ISBN 978-3-95763-341-5)
- 2015: Vija Celmins – »A Work of Imagination«, 2015, Secession Wien (Revolver Publishing, ISBN 978-3-902592-92-7)
- 2015: Plamen Dejanoff – »literatur kunst leben«, 2015, 21er Haus, Wien ISBN 978-3-902805-84-3
- 2014: Diana Al-Hadid – »The fates«, 2014, Secession Wien (Revolver Publishing, ISBN 978-3-902592-85-9)
- 2014: »Jäger & Sammler in der zeitgenössischen Kunst«, 2014, Museum Morsbroich, Leverkusen (Wienand Verlag, ISBN 978-3-86832-240-8)
- 2013: »Kunstverein, where art thou?«, Kunstverein in Hamburg, 2013 (Distanz Verlag, ISBN 978-3-95476-041-1)
- 2013: »Shary Boyle: Music for Silence«, Venice Biennale, Canada 2013 (N6549 B69 A4 2013)
- 2012: Kiki Kogelnik – »I Have Seen the Future«, 2012 (Snoeck, ISBN 978-3-86442-024-5)
- 2012: »Zeitgespenster – Erscheinungen des Übernatürlichen in der zeitgenössischen Kunst«, Museum Morsbroich, Leverkusen, 2012 (Wienand Verlag, ISBN 978-3-86832-135-7)
- 2011: »Steven Shearer«, Canadian Pavilion, Venice Biennale, 2011, National Gallery of Canada ISBN 978-0-88884-888-8
- 2011: Michael Glasmeier – »und zwischen dazwischen und dazwischen und …« – Poetische Hefte und Zyklen 1979–1987, 2011 (Textem Verlag, ISBN 978-3-86485-007-3)
- 2010: »Power Up – Female Pop Art«, Kunsthalle Wien, 2010 (Dumont, ISBN 978-3-8321-9355-3)
- 2010: Florian Waldvogel – »Libretto für einen Kunstverein«, Kunstverein in Hamburg, 2010 ISBN 978-3-942228-04-6
- 2009: »Cocker Spaniel & Other Tools for international Understanding«, Kunsthalle zu Kiel, 2009 (Dumont, ISBN 978-3-8321-9267-9)
- 2009: »Hochstapler II«, Kultur & Gespenster Nr. 9, 2009 (Textem Verlag, ISBN 978-3-938801-65-9)
- 2008: Mladen Stilinovic – »On Money and Zeros«, Grazer Kunstverein, 2008 (Revolver, ISBN 978-3-86895-003-8)
- 2008: Harald Giersing – »Protagonist der dänischen Avantgarde«, Kunsthalle zu Kiel, 2008 ISBN 978-3-937208-19-0
- 2007: »Art Machines–Machine Art«, Schirn Kunsthalle Frankfurt / Museum Tinguely, Basel, 2007 (Kehrer Verlag, ISBN 978-3-939583-40-0)
- 2007: »Markus Schinwald«, Augarten Contemporary Vienna/migros Museum Zurich, 2007 (jrp/Ringier, ISBN 978-3-901508-36-3)
- 2006: Gelitin – »Sweatwat«, Gagosian Gallery, London, 2006 ISBN 978-1-932598-31-5
- 2005: Carsten Höller – »Logic«, Gagosian Gallery, London, 2005 ISBN 1-932598-20-0
- 2005: »Rückkehr ins All«, Hamburger Kunsthalle, 2005 (Hatje Cantz, ISBN 978-3-7757-1698-7)
- 2004: »do it« – Hans Ulrich Obrist and Anton Vidokle, 2004 (Revolver, ISBN 3-86588-001-0)
- 2004: »100 Artist’s see God«, ICA, London, 2004 (Revolver, ISBN 3-937577-76-9)